# Vicki Grassian
Vicki Helene Grassian es una química e investigadora estadounidense. Es la presidenta del Departamento de Química y Bioquímica de la Universidad de California en San Diego. También es Profesora Distinguida en los Departamentos de Química y Bioquímica, Nanoingeniería y el Instituto de Oceanografía Scripps y ocupa la Cátedra Distinguida en Química Física.

## Trayectoria
Grassian estudió Química en la Universidad de Albany en Nueva York, donde se graduó en 1981. Se trasladó al Instituto Politécnico Rensselaer para cursar un máster, que completó en 1982. Se doctoró en la Universidad de California en Berkeley en 1987. Su supervisor de doctorado fue George C. Pimentel.
En 1990, Grassian se incorporó al cuerpo docente de la Universidad de Iowa, donde obtuvo una beca de la General Electric Foundation Faculty Fellowship. Comenzó a investigar las reacciones entre las trazas de gases atmosféricos (es decir, óxidos de nitrógeno y compuestos orgánicos volátiles) y el polvo mineral. Fue nombrada catedrática y recibió el premio Distinguished Achievement Award en 2002. Hay varias partículas en la atmósfera terrestre, sobre todo polvo mineral y aerosol marino, y sus superficies tienen la capacidad de influir en el clima de la Tierra. Demostró que, durante el día, los aerosoles de polvo mineral pueden convertir el dióxido de nitrógeno en ácido nitroso. Los aerosoles pueden generarse en volcanes, incendios forestales, centrales eléctricas de carbón y vehículos.
Fue nombrada Cátedra F. Wendell Miller de Química y Directora del Instituto de Nanociencia y Nanotecnología en 2010. Fue nombrada codirectora del Centro de Impactos de Aerosoles en la Química del Medio Ambiente (CAICE) de la Fundación Nacional de Ciencias. Fue nombrada miembro de la Royal Society of Chemistry en 2010 y de la American Chemical Society en 2011.
A partir de 2013, Grassian fue nombrada redactora jefe de Environmental Science: Nano, una nueva revista de la editorial de la Royal Society of Chemistry (RSC), cargo que ocupó durante cinco años. También es editora de la publicación Surface Science Reports. Ganó el premio a la becaria del año de la Universidad de Iowa en 2014. Fue mentora de más de 300 estudiantes en su laboratorio. Se convirtió en química colegiada en 2015.
En 2016, se trasladó a la Universidad de California en San Diego, donde dirige el Grupo de Investigación Grassian, que trabaja en interfaces medioambientales como los aerosoles atmosféricos y marinos relevantes. También estudian las aplicaciones, las implicaciones y la toxicidad de las nanopartículas metálicas y de óxido metálico. Su equipo también investiga la química de las superficies interiores, incluidas las interacciones de los gases de interior con los componentes de las pinturas (dióxido de titanio), el vidrio, el hormigón y los paneles de yeso.
Grassian colabora con los científicos del Laboratorio de Hidráulica de Scripps para estudiar las partículas generadas en el aerosol marino. Al investigar las propiedades del aerosol marino, como la higroscopicidad y la reactividad química, Grassian busca desarrollar una comprensión de nuestra atmósfera que ayude a mejorar los modelos climáticos actuales. En 2017, ayudó a identificar que las burbujas que aparecen en la superficie de las olas rompientes forman partículas que dependen de las moléculas segregadas por el fitoplancton y las bacterias que habitan en el suelo para su composición general.
Dio una charla TED titulada What's Really in the Air We Breathe (Lo que realmente hay en el aire que respiramos) en TEDxSan Diego en 2018.

## Reconocimientos
- 2012 – American Chemical Society Creative Advanced in Environmental Science and Technology.[25]
- 2014 – Premio Midwest de la American Chemical Society.[26]
- 2014 – Premio John Jeyes de la Royal Society of Chemistry.[27]
- 2018 – Premio del Comité de la American Chemical Society para la Mejora del Medio Ambiente por la incorporación de la sostenibilidad en la enseñanza de la química.[28]
- 2018 – Premio Pionero Químico del Instituto Americano de Químicos.[29][30]
- 2019 – Premiada con la medalla William H. Nichols.[31]
- 2019 – Premio de la Unión Internacional de Química Pura y Aplicada (IUPAC) a las Mujeres Distinguidas en Química o Ingeniería Química.[32]
- 2020 – Premio al miembro honorario de Iota Sigma Pi.[33]
- 2020 – Miembro electo de la Academia Estadounidense de las Artes y las Ciencias.[34]
- 2021 – Premio Nacional de la American Chemical Society en Química de Superficies.[35]